# 吕四娘
吕四娘，是中国清朝初期的一个传说人物。江南八侠之一。
小說中為呂留良之孫女（一說女兒），当时大侠甘凤池（一說長平公主）弟子，精心学习武艺，后為報雍正帝以文字獄滅門之仇，以選妃之名混進皇宮，詐取粘竿處的血滴子放在身邊，後在雍正帝召其侍寢後，出血滴子取其頭顱，提携而走。乾隆帝登基後，傳說並命工匠刻了一個黃金頭顱以入殮。
但是根據清廷官方所载雍正帝是為病死，不是被呂四娘所殺害。雍正帝病逝前，乾隆帝弘历当时并不是皇太子，只是和皇五子弘昼两人一起照顾雍正帝喂药，晚间半夜时间雍正帝就用纸笔立皇四子弘历为皇太子後，雍正帝就即刻驾崩了。
乾隆帝還准許民間去傳說虛構呂留良的孫女呂四娘將雍正帝以血滴子刺殺，奪其首級而去。

## 影視改編
- 1940年電影：香港南洋影片公司：《呂四娘》：黎笑珊
- 1948年電影：中國國泰公司：《呂四娘》：李慧芳
- 1955年電影：香港三泰公司：《甘鳳池與呂四娘》：任燕
- 1958年電影：香港金龍影業公司：《呂四娘》：李麗華
- 1976年電影：台灣第一影業機構有限公司：《呂四娘闖少林》：上官靈鳳
- 1976年電影：台灣建祥影業有限公司：《甘联珠大破红莲寺》：嘉凌
- 1976年電影：香港宏华国际影片有限公司：《火燒少林寺》：嘉凌
- 1977年電影：香港名威影業有限公司：《江南八大侠》：徐枫
- 1978年電影：香港裕豐電影有限公司：《功夫皇帝》：陶敏明
- 1978年電影：香港邵氏兄弟有限公司：《清宮大刺殺》：燕南希
- 1984年電影：香港邵氏兄弟有限公司：《清宮啟示錄》：劉雪華
- 1976年電視劇：香港麗的電視：《十大刺客之吕四娘刺雍正》：黄莎莉
- 1980年電視劇：香港麗的電視：《大內群英》：米雪
- 1985年電視劇：香港無綫電視：《呂四娘》：鄭裕玲
- 1987年電視劇：香港亞洲電視：《滿清十三皇朝》：葉玉萍
- 1996年電視劇：香港無綫電視：《大刺客之呂四娘》：劉雅麗
- 1997年電視劇：台湾民視：《江湖奇俠傳》：梁琤
- 1998年電視劇：香港無綫電視：《乾隆大帝》：雪梨
- 2002年电视剧：中国大陆：《江山为重》：范冰冰
- 2003年电视剧：香港無綫電視：《九五至尊》：张可颐

### 配角
- 2004年电视剧：中国大陆：《宫廷画师郎世宁》：黄奕

### 提及
- 1976年電影：香港宏华国际影片有限公司：《雍正大破十八銅人》